# Ceraturgus cornutus
Ceraturgus cornutus là một loài ruồi trong họ Asilidae. Ceraturgus cornutus được Wiedemann miêu tả năm 1828.